# Chikkabbigere, Channagiri
Chikkabbigere là một làng thuộc tehsil Channagiri, huyện Davanagere, bang Karnataka, Ấn Độ.